# ميناء العقير
ميناء العُقَيْر هو ميناء بحري أثري يقع في محافظة الأحساء، في المنطقة الشرقية من المملكة العربية السعودية. يبعد الميناء 65 كيلومتراً عن مدينة الهفوف، ويقع غرب الخليج العربي. وهو أقدم ميناء بحري في المملكة العربية السعودية، حيث اتُخِذَ الميناءُ بوابةً بحريةً لمنطقة نجد.
كما يعد شاطئ العقير من أهم المواقع السياحية والتراثية والساحلية في الأحساء، حيث يحتفظ بسجل حافل من الذكريات المهمة لمنطقة الخليج والجزيرة العربية في الوثائق والكتب التاريخية، وكان ميناءً تجاريًّا رئيسيًّا للأحساء والمناطق الوسطى في الجزيرة العربية، حيث سمي ميناء هجر وجنوب نجد. ومن شاطئ العقير انطلقت الجيوش الإسلامية التي فتحت بلاد فارس والهند ووصلت إلى مشارف بلاد الصين. وفي العقير تم توقيع المعاهدة الشهيرة بين الملك عبد العزيز ال سعود - يرحمه الله - وبريطانيا سنة 1334 هـ الموافق 1915م حيث أطلق عليها معاهدة العقير.

## التسمية
تعود تسمية العقير بهذا الاسم نسبةً إلى قبيلة آل عجير من فرع ناهس من شهران حيث نزحوا من المنطقة الجنوبية الى منطقة الاحساء قبل ٧٠٠ عام. ويُرجَح أن الاسم حُرّفَ إلى «عقير» بسبب عادة في اللهجة الخليجية بإبدال بعض الحروف. ومنها إبدال حرف القاف بحرف الجيم فيقال: عجير بدلاً من عقير، واسم عقير ذُكر في المصادر التارخية «أجير» بسبب عُجمةِ المُؤرخين. فمن كتبوه ونطقوه كانوا أعاجم فصَعُبَ عليهم نطق حرف العين. نتيجةً لذلك، جاءت عجير على الأشكال: أجير أو جير أو جيرا مقترنة بقبيلة أجارم، وهي بالعربية المحلية أصلها عجارو أو عجيريون سكان ساحل شرق الجزيرة قبل الميلاد من المصادر والنقوش المسمارية.
وتذكر المصادر العربية أن العقير لغويًّا هو تصغير العُقر، بمعني الفرجة بين شيئين. كما ورد أنه "القصر"، وقال الحازمي: العقيرة مدينة على البحر بينها وبين هجر يوم وليلة. ويُطلق عليه أيضًا "بَنْدَر العقير"، وهناك من فسر معنى كلمة "العقير" بأنها تعني الشيء المبتور، كدلالة لمدخله الصغير المقطوع من ساحل الخليج العربي. ونخلص من ذلك إلى وجود اختلاف حول اسم "العقير"، ولكن الثابت أنه كميناء ظل يتمتع بمكانة تجارية كبيرة منذ العصور القديمة حتي بدايات التاريخ منتصف القرن العشرين، حيث أُطلق عليه في العصر العثماني (إسكلة عقير)، كما أطلق عليه أيضًا (العجير) باللهجة المحلية لأهل الأحساء. وذكر ياقوت الحموي في كتابه معجم البلدان أن العقير قرية على شاطئ الخليج بجوار هجر، وتبعد عن الهفوف عبر الطريق البري التجاري القديم حوالي 40 كيلاً. ووصف صاحب المناسك ميناء العقير بأنه فرضة الصين وعمان والبصرة وأنه من منابر البحرين، ومنبرا لبني الرجاف، ويعد العقير ميناء جنوب نجد لأنه أقرب ميناء لها يرتبط بطريق بري قديم يُعرف بدرب حوجان المتجه من الأحساء إلى نجد، ويتفرع إلى بيرين باتجاه جنوب الجزيرة العربية أو إلى الخرج فالرياض أو عبر درب المزاليج الذي يمر بالحني فأبو جفان فالخرج فالرياض.

## الموقع الفلكي والجغرافي:
يقع ميناء العقير فلكيًّا بين خطي طول 50° و12"شرقًا، ودائرتي عرض 25° و39" شمالاً، في الحافة الشرقية لشبه الجزيرة العربية، ويقع جغرافيا في أقصى شمال شرق محافظة الأحساء، على خليج صغير داخل الخليج العربي الكبير في منتصف خليج سلوى تقريباً، ويبعد مسافة أربعين ميلاً عن الهفوف. وظل لقرون متصلة بمنزلة الميناء الرئيس للأحساء، والعتبة الشرقية لقلب وجنوب نجد، وقد أكسبه موقعه المتوسط بالنسبة للبحرين من جهة، والأحساء ونجد من جهة أخرى مكانة مرموقة. كما أنه يعد الواجهة البحرية التاريخية الأساسية للجزيرة العربية على الخليج، لطالما كان صلة الوصل بين الصين والهند وبلاد فارس مع الجزيرة العربية والشام ومصر وما حولها. ويذكر لوريمر أن العُقَيْر برٌّ، وليس ميناءً فقط، ويمتد على طول الساحل الغربي للخليج من تل الزينات في الجانب الجنوبي لمدخل دوحة ظُلُوم، حتى رأس الصُفَيْراء، وهو عبارة عن بروزٌ من اليابس داخل إلى الخليج العربي في مواجهة الطرف الجنوبي لجزيرة الزخنونية، ويبلغ طوله من الشمال الغربي إلى الجنوب الشرقي نحو 38 ميلا، وفي قلب هذا البر يقع ميناء العقير على ضفاف خليج صغير يمتد إلى الداخل في اتجاه الشمال لمسافة أربعة أميال تقريبًا، ويبلغ اتساعه من ناحية الجنوب بين 200 إلى 300 ياردة، كما يتراوح عمقه بين 3 و 4 قامات، وهذا الخليج كان ضحلاً في بعض أجزائه، وخطيرًا بالنسبة للسفن الكبيرة الحجم.
ويرتبط ميناء العقير ارتباطًا وثيقًا بواحة الأحساء، التي تبعد عنه 75 كم، وتبعد عن مدينة الرياض 320 كم، حيث تبعها إداريًّا، كما أنه كان قائمًا على خدمة أهلها تجاريًّا وبحريًّا، وشهد تاريخه كافة التحولات التي مرت بها الأحساء سياسيًّا وعسكريًّا. ولعل هذا الارتباط هو ما دفع بعض الدراسات الجغرافية للقول: "إن وجود ميناء العقير على الساحل ساهم في الأهمية الاقتصادية والحضارية التي تمتع بها تاريخ الأحساء بشكل كبير، لاسيما في ظل قربه منها، مما مكن أهلها من استقبال ونقل البضائع التي تأتي من بلاد فارس والهند والصين، كالأرز والسكر والهيل والقهوة والملابس وغيرها، كما كان يقوم بدوره في تصدير منتجات الأحساء إلى الهند وغيرها من الدول"، ويُقدم موقع ميناء العقير درسًا مهمًّا في ارتباط الساحل بالداخل، فرغم تعدد موانئ الأحساء على الساحل الشرقي، فإن العقير كان أقربها إلى الهفوف، إذ كان يقع على بُعد 12 ساعة من سير الإبل إلى الهفوف، في حين تقع القطيف على بُعد 40 ساعة، وقطر على بُعد 60 ساعة، ولذلك قام العقير بدور مهم في ربط الساحل بالداخل، ولم تكن هذه هي الميزة الوحيدة التي تميز العقير وعضدت دوره التجاري فقط، بل إن مينائه كان أفضل موانئ الأحساء وأكثرها جاهزية لاستقبال السفن الشراعية والتجارية الصغيرة، فضلا عن أن الطريق بينه وبين الهفوف تميز بوفرة المياه به. وجدير بالذكر أن العقير لم يكن منطقة حضارية عامرة بالسكان، وذلك نظرا لندرة مياه الشرب به، إذ تشير الوثائق العثمانية لسنة 1308هـ/1890م إلى أن عدد سكان العقير بلغ 200 نسمة فقط، جميعهم من السكان المحليين، ولا يوجد أجنبي واحد بينهم. وهذا يؤكد أن العقير لم يكن قرية أو مدينة سكنية قائمة بذاتها؛ بل كان مجرد ميناء لتلبية حاجات أهل الأحساء ونجد في الداخل، وأن أغلب سكانه كانوا يعملون في إدارة الميناء وحمايته من قبل السُلطات الحاكمة، أو ممثلين لبعض كبار التجار المحليين في الأحساء من خلال المكاتب التجارية التي تعمل في الميناء، وتتعامل مع التجار الأجانب في البحرين والبصرة والهند وغيرها لتسهيل المعاملات المالية والتجارية، أو في إجراءات فسح البضائع وتخليصها. وبالتالي يمكن القول، أن ميناء العقير لم يعرف حياة حضارية دائمة ومستقرة، رغم بعض الإشارات التاريخية المتفرقة الدالة على وجود تجمعات بشرية في حقب زمنية غابرة. فلم تكن البلدة مأهولة، علي أقل تقدير، خلال القرون المتأخرة على خلاف الموانئ التي اعتادت أن تكتب سيرة حياة اجتماعية حولها. أو بمعني آخر، أن التاريخ الاجتماعي للعقير على الساحل ارتبط ارتباطا كليا بالمجتمع الإحسائي في الداخل.

## الطرق التجارية التي تمر بالميناء:
ارتبط العقير منذ القدم بطرق برية وبحرية متعددة أهمها:

### أولاً: الطرق البحرية:
تضم العديد من الطرق الملاحية التي تربط ميناء العقير بموانئ شرق وشمال الخليج، مثل طريق البحرين - الكويت - البصرة، فضلا عن طريق الملاحة والتجارة مع بلاد فارس، كما ارتبط ميناء العقير جنوبا بموانئ: إمارات الساحل - سلطنة عمان - عدن - جدة - الجار ، وشرقا بالطرق المؤدية إلى الهند والصين والشرق الأقصى، وغربا مع موانئ: شرق أفريقيا، كما كان هناك طريق بحري ما بين ميناء العقير على الخليج وميناء الجار على البحر القلزم (البحر الأحمر)، وهذا الطريق يشمل البصرة، البحرين، عدن، جدة، الجار.

### ثانيًّا: الطرق البرية:
يقدم موقع ميناء العقير درسًا مهمًّا في ارتباط الساحل بالداخل، وفي هذا الصدد تُشير الوثائق العثمانية إلى أن الأحساء كان لها ثلاثة مراسي مهمة على الخليج العربي، الأول في العقير، والثاني في القطيف، والثالث في قطر، وكل واحد منهم قصبة على حدة، ويقع العقير على بُعد 12 ساعة من سير الإبل إلى الهفوف، والقطيف على بُعد 40 ساعة، وقطر على بُعد 60 ساعة، ولذا فإن العقير كان أقربها إلى الأحساء، ولذلك قام بدور مهم في ربط الساحل بالداخل، ولم تكن هذه هي الميزة الوحيدة التي تميز العقير وعضدت دوره التجاري فقط، بل إن الطريق بينه وبين الهفوف تميز أيضًا بوفرة المياه به، وهذا ما جعله الطريق الرئيس لربط الأحساء وجنوب نجد بالعالم الخارجي. ولعل ذلك هو ما دفع الدولة العثمانية لأن تطلق على هذا الطريق اسم "الطريق السلطاني" خلال فترة الحكم العثماني الثاني للأحساء، وذلك نظرًا لأهميته التجارية، ولحماية السلطات العثمانية له.
وشملت الطرق البرية التي تربط العقير بمختلف مناطق شبه الجزيرة العربية العديد من الدروب الأخرى أهمها: درب مكة - العقير، ومدائن صالح - العقير، والحيرة - العقير، وعدن - العقير، وعلى الرغم من وجود طريق ساحلي قديم يربطه تجاريًّا بالبصرة شمالاً، وعُمان جنوبًا، فإن هذا الطريق قل الاعتماد عليه منذ القرن التاسع عشر فصاعدا نتيجة لتطور النقل البحري، والصراع السياسي، والتدخل الاستعماري في العديد من مناطق الخليج العربي، وغيرها.
وكان الطريق القديم الذي كان يُعرف بـ "درب حوجان" أشهر الطرق الداخلية التي تربط العقير بالأحساء وجنوب نجد، حيث كان ينطلق من العقير متجهًا إلى الهفوف، ثم إلى حرض، ثم يتفرع إلى يبرين باتجاه جنوب الجزيرة العربية، أو إلى الرياض وغيرها من المناطق الداخلية، أو عبر "درب مزاليج" الذي يمر بالحني فأبو جفان فالخرج فالرياض.
وكان الطريق بين العقير والهفوف ونجد هو أحد أهم الطرق الرئيسة في شبه الجزيرة العربية، ولكنه لم يكن طريقًا بالمعنى المفهوم لكلمة طريق، حيث لم يكن هناك مدقات للسير عليها أو معالم لاقتفاء أثر القوافل السابقة، خصوصًا في صحراء الدهناء الكبيرة التي كانت رمالها الدقيقة ونسماتها الشديدة تجعلها مليئة بالكثبان الرملية المتحركة التي تطمس معالم الطريق، وظل هذا الطريق بمنزلة "بعبع للمسافرين"، كما وصفه بالجريف، بأنه لم يحدث أن عبره عابر سبيل دون خوف، فالسفر عبره في كثير من الأحيان أسفر عن حوادث مميتة، سواء نتيجة الوهج الشديد، والحرارة المرتفعة، أو الجفاف والجدب الذي يكسوه، فإذا خسر المسافر المياه التي يحملها أو ضل الطريق تصبح هذه الأرض قبرًا له، ولقد مات  كثيرون بهذه الطريقة، وهناك روايات عن اختفاء قوافل بكاملها في الدهناء دون أن تترك أثرًا واحدًا على ما آل إليه مصيرها، وهذه الروايات ذاعت وتحولت إلى أساطير نسجها خيال القصص الشعبي عن وجود شياطين أو غيلان وما إلى ذلك.

## المنشآت المعمارية والأثرية:
ضم ميناء العقير عددًا من المنشآت المعمارية التي لا تزال قائمة إلى اليوم مع تطاول العهد عليها، وتعرضها لعاديات الزمن، ومع ذلك ما زالت تحتفظ برونقها، لتروي جوانب من عمارة شرق شبه الجزيرة العربية، ولتشهد على ماضي العقير بطرازه الفريد الذي يغلب عليه الطابع الإسلامي، ويبدو ذلك جليًّا من الأبواب والنوافذ والأقواس التي سخرت للتوافق مع البيئة ولتوفير الإضاءة والتهوية. وبشكل عام كان الميناء يضم المباني التالية:

### القلعة:
كانت قلعة العقير (الحصن) بمنزلة المبنى الرئيس في الميناء، ومقر الإمارة، وهي قلعة قديمة، مستطيلة الشكل أطوالها (25 × 19م)، يليها المسجد ثم الخان من الشرق، ويقوم أمامها رواق طويل ذو أقواس ضخمة يمتد من الغرب إلى الشرق كالمظلة، وهي ذات مدخل قنطري واسع، على جانبه مقصورتان رئيستان مرتفعتان في كل منهما ست نوافذ قنطرية الشكل. وتشير عمليات المسح الأثري إلى أن القلعة لم تكن قلعة عسكرية، وذلك لعدم وجود تحصينات أو أبنية ضخمة بها. وارتبطت القلعة بالحاكم المحلي والحامية العسكرية، بوصفها مقرًّا لهم، ويشير المُنصر الأمريكي "زويمر" إبان زيارته للعقير إلى أن الحاكم المحلي كان يدعى عبدالودود، وكان له منزل خاص، ويعاونه عددٌ من كبار موظفي الجمارك والجنود والموظفين يبلغ عددهم نحو ستين رجلاً. وتشير الوثائق العثمانية إلى أن ميناء العقير كان فيه قوة عسكرية دائمة قومها طابور من العساكر النظامية، وطابور من عساكر الضبطية، ومقدار من الفرسان النظامية والضبطية والهجين. وتحدد الوثائق البريطانية هذه القوات بأنها كانت تضم 50 من الخيالة، و 20 غيرهم من العساكر والجنود. وقد برهن تاريخ القلعة على ضخامة القيمة الإستراتيجية لهذا الميناء الواصل بين دول العالم والجزيرة العربية؛ ما جعل من التحكم فيه امتيازًا سياسيًا واقتصاديًا في آنٍ واحد. فهو البوابة الشرقية للجزيرة ونافذتها على العالم، كما يعتبر خط الدفاع الأول الذي يوفر الحماية الأمنية للمنطقة في مواجهة أي اعتداءات بحرية، في تقليد شائع على امتداد ساحل دول الخليج العربي.

### الخان (نُزل العقير):
يوجد خان العقير بجوار المسجد من الشرق، وهو مستودع ضخم يتوسطه مدخل رئيس، واستخدم كاستراحة للمسافرين ودوابهم، وكانت تتوقف به القوافل، ويحتوي على حجرات للنوم، وقاعات لعرض بضائع التجار، وأماكن لإقامة الدواب، ويقوم على جانبيه نحو 30 مخزنًا صغيرًا تتكدس بها جميع البضائع حتى يحين وقت نقلها. ويبلغ طوله نحو 150 ياردة، وعرضه نحو 80 ياردة، ويحيط به جدران من الجوانب الثلاثة الداخلية، وهذه الحوائط مسقوفة، وفيها مداخل في الواجهة الأمامية باتجاه الصحراء، والخلفية باتجاه الخليج العربي، وينزل أغلب المسافرين في نُزل العقير (الخان)، الذي يحتوي على 3 محلات سكنية متجاورة. وفي جوار ذلك باحةٌ تزينها الأعمدة الأسطوانية القصيرة بأطوالها، والعملاقة بآثارها المتجذرة من العمارة المحلية والإسلامية، وكأنها على صمتها تختزن أصوات الباعة في زحام السوق قديمًا.

### مسجد العقير:
يُعد المسجد القديم بالعقير أحد أقدم المنشآت العمرانية القائمة به، ويرجع ذلك لكون المسجد اللبنة الرئيسة في المكونات المعمارية للمدينة الإسلامية عمومًا. وعلى الرغم من غياب تاريخ دقيق لتأسيس مسجد العقير، فإن عمليات المسح الأثري التي أُجريت عليه تُشير إلى أن تاريخه يعود إلى القرن السادس عشر، وقد جدد بعد ذلك إبان الحكم العثماني للأحساء، حيث تشير التقارير البريطانية إلى سعي الحكومة العثمانية إلى بناء مسجد كبير في العقير عام 1307هـ/1890م. وقد قام الشيخ محمد عبدالوهاب من قرية دارين ببنائه بالفعل، كما قام الشيخ حسن القصيبي بتجديده وتوسيعه بأمر من الملك عبدالعزيز بن سعود لاحقًا.
يتميز المسجد ببنائه على طراز الخليج العربي، واتساع الأفنية، واستخدام الأقواس، وكثرة النوافذ والفتحات، وقد تم بناء المسجد من الحجر وسـقفه مبني مـن خشـب الشندل، وتبلـغ مســاحته 353 م2، ويتســع لنحــو 300 مصل، ويتكون المســجد مــن بيــت للصلاة نحو (21*7م)، يحتوي بداخله على المحراب والمنبر، وســاحة علــى شكل مثلث محاطــة بســور، وتبلــغ مســاحتها نحــو 150م2 ، ويقــع المدخل الأساســي للمســجد في الضلع الجنوبي، ولا يحتوي المسجد علــى مئذنة. مما يؤكد فكرة عدم وجود ظهير سكاني للميناء.

### مبني الجمارك:
أما مبنى الجمارك فيقع في الجهة الجنوبية من المبنى الرئيس، ويتولى فيه الموظفون إدارة الجمارك، وتخليص إجراءات الشحن والتفريغ، والرسوم المستحقة وغيرها، ويظهر عليه فن العمارة التقليدية المحلية. ويقوم بجانبه من الناحية الشرقية عدد من المكاتب فوقها مقصورتان واسعتان تطلان على البحر والفرضة الممتدة أمام المبنى، ويصعد إليها بسلمين حجريين يلتقيان على شرفة فسيحة، ويذكر زويمر أن مبنى الجمارك هو الأكثر أهمية في مباني ميناء العقير، وهو مستطيل الشكل، تبلغ أبعاده قرابة 100 × 200 ياردة، ويرأس أعمال هذا المبنى أمير (مدير) الميناء، حيث يقع مكتبه عند مدخله في منتصف الجدار الجنوبي الغربي من الجمارك، ويضم المبنى أربع غرف في الطابق الأدنى، واثنتين في الطابق الأعلى.

### حصن الرَّاكَة أو برج أبو زهمول:
وأخيرا حصن الرَّاكَة أو برج أبو زهمول الذي كان يوفر المياه للقائمين في العقير، حيث يذكر زويمر أن الراكة تقع على بُعد 600 ياردة إلى الشمال الغربي من مبنى الجمارك، وإلى الجنوب الغربي منه يقع برج أبو زهمول، وهو برج دائري (أسطواني) الشكل يحمي بئر المياه العذبة التي تزود العقير بالماء. وشيد البرج على تل مرتفع يشرف على قلعة العقير على بعد ثلاثة كيلو مترات إلى الشمال الغربي منها، وأنشئ فوق هضبة مرتفعة تشرف على الطريق العام المؤدي للميناء من جهة، وبإمكان المتجه نحو الميناء مشاهدة البرج بكل وضوح من جهة أخرى، ويعد البرج من حيث الطراز المعماري من الأبراج الدفاعية المهمة، كما أنه من الناحية التاريخية يعد واحداً من أهم الأبراج التاريخية المرتبطة بتاريخ الدولة السعودية الثالثة. وهو من أبرز الآثار الباقية في العقير حالياً، ويطلق عليه «برج الراكة» لأنه قائم على تل تنمو في سفحه أجمة آراك يانعة تؤخذ منها أجود أنواع المساويك، وقد بني هذا البرج في عهد الأتراك، وربما قبل وصولهم في القرن السادس عشر الميلادي، والثابت أن البناء تم بهدف توفير الحماية اللازمة للقوافل من الاعتداءات التي قد تنالها، كما كانت بمثابة محطات للتزود بالماء، وهو برج دائري الشكل، يحيط به سور ضخم على ارتفاع ثلاثة أمتار تقريباً، وقد تداعى جزء منه، ويبلغ ارتفاع البرج المؤلف من ثلاثة أدوار نحو عشرة أمتار، في داخله سلم حلزوني الشكل، وعلى مقربة من البرج توجد بئر أبو زهمول التي يبلغ عمقها نحو أربعة أمتار، تمتاز بمائها العذب الذي يستقي منه ساكنو العقير، وتبدو للعيان وراء البرج من الناحية الشمالية الشرقية على امتداد التل الرملي خرائب توحي بوجود مدينة قديمة مطمورة.

## أهم أمراء العقير في العصر العثماني الثاني:
تشير الوثائق العثمانية إلى الأمراء الذين تولوا إدارة ميناء العقير كان أبرزهم: محمد رؤوف أفندي الذي أسند إليه المنصب مرتين، الأولى عام 1300هـ/1882م، وقد ظل في منصبه حتى عام 1308هـ/1890م، ثم حل محله حسين أفندي عام 1309هـ/1891م، ثم عاد رؤوف مرة أخرى عام 1311هـ/1893م، وتولى المنصب أيضًا عبدالكريم أفندي عام 1317هـ/1899م، وكان يعاونه في مأمورية الجمارك أحمد أفندي مسؤول المحاسبة، وكذلك سامي أفندي رئيس الليمان (السجن). كما تولاه كذلك أحمد أفندي عام 1320هـ/1902م، وعاصم أفندي عام 1329هـ/1911م. أما في عصر الدولة السعودية الثالثة فقد تولاه العديد من الأمراء كان في طليعتهم سليمان بن ثنيان، وعبد الرحمن بن خير الله.

## أهمية ميناء العقير:

### الأهمية الجغرافية:
يقع ميناء العقير على الساحل الشرقي للمملكة العربية السعودية، مما جعله مركزا تجاريا في ربط الساحل بالداخل من ناحية، وبوابة رئيسية للتجارة البحرية مع العالم الخارجي من ناحية أخرى، وبالتالي فإن موقعه الجغرافي الاستراتيجي ساهم في جعله ميناءً مهمًا للتبادل التجاري. كما يُعتبر ميناء العقير واحدًا من أهم المواقع التاريخية في المملكة العربية السعودية، إذ يعود تاريخه إلى آلاف السنين، كان خلالها مركزًا تجاريًا رئيسيًا في منطقة الخليج العربي، واستخدمه التجار منذ العصور القديمة لنقل البضائع والتجارة مع الشعوب الأخرى، مما جعله حلقة وصل بين شبه الجزيرة العربية والعالم الخارجي، كما لعب دورًا مهمًا في الاقتصاد المحلي والإقليمي. وتقدر عدد الأحمال التي تغادر ميناء العقير إلى الأحساء ثم إلى المناطق الأخرى ما بين 250 إلى 300 محل تحمل أصناف البضائع من الأخشاب والمواد الغذائية والبن والهيل والبهارات والملابس والعطور والبخور والصندل، حيث ترد من الهند والصين وإيران والعراق واليمن وحضرموت وعمان وتعود محملة بأهم منتجات الأحساء من التمور والدبس وفسائل النخيل وسعفها والصوف والمواشي، وبعض المنتجات اليدوية كالفخار والمشالح الأحسائية الشهيرة. ويوضح جون فيلبي أهمية ميناء العقير مشيرًا إلى أنه على الرغم من تعدد موانئ الأحساء على الخليج العربي، فإن ميناء العقير ظل وحده حتى أواخر الحرب العالمية الأولى ينقل ما لا يقل عن نصف إجمالي تجارة الأحساء وجنوب نجد على أقل تقدير، وقد تفوق النسبة ذلك الحد بكثير؛ إلا أنه لا يمكن الجزم بذلك في ظل ندرة الإحصائيات الدقيقة.

### الأهمية التجارية:
كان ميناء العقير جزءًا مهمًا من تاريخ التجارة في المنطقة، ولعب دوراً مهماً في حركة الصادرات والواردات من وإلى المنطقة، وذلك علي النحو التالي:

#### الصادرات:
كانت الصادرات القادمة إلى ميناء العقير قوامها الإنتاج المحلي لواحة الأحساء وجنوب نجد، ولما كانت الواحة يكثر بها النخيل، والبساتين الواسعة، والفاكهة المختلفة، ومن ثم فإنها كانت تنتج التمور، والحنطة، والشعير، والسمسم، والذرة، وغير ذلك، وبها أيضًا أفضل الحيوانات كالخيل العربية الأصيلة، والإبل، والحمير، والغنم، والأبقار، وفي ظل هذه الخيرات كان من الطبيعي أن تشكل هذه الأشياء العمود الرئيس للصادرات مع بعض الصناعات المحلية القائمة، كصناعة العباءات، وبعض المشغولات التي يقوم بها كل من الحدادين والصفارين والكوّازين ممن يعملون بصناعة النحاس الأصفر، والتي كان أشهرها الدلّة الحساوية، ويضيف فيلبي أن صادرات العقير كانت تضم أيضًا المسلي، والجلود، والحصير المصنوع من البوص الذي يصنعه أهل البادية لتصديره في الأسواق العالمية. واشتهرت الأحساء كذلك بصناعة العبِيّ والفرش، والآنية المنقوشة، والحلي الذهبية والفضية، وأباريق القهوة، وآنية المأكولات، وأكثر من كان يعمل في هذه الحرف هم الجعفرية، وعلى الرغم من التحولات التي تمر بها أي صناعة صعودًا وهبوطًا نتيجة للتطورات السياسية وغيرها، فإن الطلب على العبِيّ والخيل والإبل الأحسائية ظل مرتفعًا طوال فترة الدراسة.

#### الواردات:
كان ميناء العقير نقطة دخول للسلع الأساسية مثل المواد الغذائية والمنسوجات والأدوات الزراعية التي كانت تُستورد من الهند ودول جنوب شرق آسيا وشرق أفريقيا، كما كان الميناء يُستخدم لاستيراد المعدات والأدوات التي لم تكن تُصنع محليًا، مما ساعد في دعم الصناعات المحلية وتحسين الإنتاج، فضلا عن دوره في استيراد البضائع من الدول المجاورة مثل البحرين والعراق وفارس، مما ساعد في تلبية احتياجات السوق المحلي. وكانت التجارة الأجنبية تنقل من هذه المناطق إلى الخليج، ثم تنقلها البواخر المحلية الصغيرة إلى ميناء العقير، وكان حجم التجارة كبيرًا، حيث تقدر التقارير البريطانية أن قافلة قوامها من 250 إلى 300 جمل محمل بالبضائع كانت تغادر العقير إلى الداخل أسبوعيًّا على أقل تقدير. وتؤكد وثائق الفترة العثمانية أن أغلب الواردات الأجنبية للأحساء كانت تأتي من الهند على وجه الخصوص، وهو أمر مفهوم نتيجة للجوار الجغرافي، والصلات التجارية القديمة، وسعة انتاج الهند، وكانت هذه القوافل التجارية تحمل البضائع التي تلقيها السفن على أرصفة العقير، وتسير بها إلى الداخل في الأحساء ونجد، وضمت هذه البضائع الحنابل الهندية، وبشوت الصوف البغدادي، والدَّقْلات الكشميرية، ومناديل الحرير الصيني، والأقمشة القطنية، والزل العربي والتركي، والملابس الصوفية، فضلاً عن كثير من السلع الغذائية؛ كالأرز الهندي، وأرز كراتشي، والفول السوداني، والسكر، والحمص، والقهوة، والحنطة، والعدس، والحلاوة البحرينية، وراحة الحلقوم (المَلبَن)، واللبان، والمستكة، إضافة إلى أصناف متعددة من التوابل والأفاويه، كالقرنفل، والهيل، والزعفران، والعود، وعطر الصندل، والورد الناشف، والكركم، وبهار الهرد، والأدوات المنزلية، والعطور، والأدوات الكتابية وغيرها.

### الأهمية السياسية والأمنية:
لم تقتصر أهمية العقير على النواحي الاقتصادية والتجارية فحسب، بل امتدت إلى النواحي السياسية والأمنية والعسكرية أيضًا، فشهد الميناء كافة التحولات التاريخية التي مر بها تاريخ المملكة العربية السعودية في أدوارها الثلاثة، وكان مُوصل جيد للخطر والأطماع الخارجية، خصوصا من جانب البرتغال وهنولندا وبريطانيا والدولة العثمانية، وقد ازدادت هذه الأهمية بشكل قوي في عهد الملك عبدالعزيز بن سعود، وذلك لأنه ظل الميناء الرئيس والبوابة الرسمية لنجد لسنوات طويلة حتى ضم الحجاز عام 1344هـ/1926م، كما أن الملك اتخذه مقرًّا رئيسًا للمباحثات الخارجية على ساحل الخليج العربي، فكان الميناء في عهد المؤسس - الملك عبد العزيز آل سعود – مقرا لمقابلة الدبلوماسيين الأجانب، وعقد الاتفاقيات، وإجراء المفاوضات مع القوى الدولية السياسية في المنطقة، ولعل أهمها: اتفاقية العقير عام 1334هـ/1915م إذ اتجه الملك عبد العزيز إلى العقير، حيث عقد في مينائه اجتماعًا مع السير بيرسي كوكس ممثل الحكومة الإنجليزية، نتج عنه معاهدة العقير الشهيرة بتاريخ 18 صفر 1334ه الموافق 26 ديسمبر 1915م، التي تعترف فيها بريطانيا بحكم ابن سعود للأحساء، وقد شكلت تلك الاتفاقية الأساس الأول في رسم العلاقات بين السعودية وبريطانيا، والتي عدلت لاحقا بـمعاهدة جدة. كما قرر الملك عبد العزيز مرة أخري أن يكون ميناء العقير مكانًا للاجتماع بالمندوبين الإنجليز لمناقشة الحدود بين نجد وشرق الأردن والعراق، ونتج عن ذلك توقيع ما يسمى «بروتوكول العقير» عام 1341ه - 1922م. ليُسهم ذلك في رسم رحلة الاستقرار السياسي التي أعقبها تسارع في التحولات الاقتصادية في هذا البلد، بالتزامن مع دخولها في حقبة التنقيب عن النفط، ووصول الجيولوجيين الأوائل عبر ميناء الجبيل عام 1933م من أجل عمليات الاستكشاف، والبدء في معالجة المعضلات اللوجستية لبدايات النفط.

## الأهمية الأثرية:
تدل المواقع والشواهد الأثرية المكتشفة في المنطقة على قيام ميناء العقير بدور مهم في التاريخ القديم، إذ عرضت آثار من مواقع العقير والجرهاء ترجع إلى عصر الجرهاء في الفترة من 500 إلى 400 قبل الميلاد، إضافة إلى عرض خرائط تبين الطرق التجارية البرية والبحرية في الجزيرة العربية وما حولها. وتشير معظم المصادر والمراجع التاريخية إلى أن الكنعانيين سكنوا المنطقة منذ نحو 3 آلاف سنة قبل الميلاد، ومن بعدهم جاء الفينيقيون ثم الكلدانيون. وأجرت فرق التنقيب الأثري عمليات تنقيب في إحدى التلال القريبة من الميناء، فكشفت عن مبنى سكني إسلامي يرجع إلى القرن الثالث أو الرابع الهجري، وعثر به على مواد أثرية منوعة، ويرتكز المبنى على أساسات مبان قديمة ترجع إلى فترة ما قبل الإسلام. كما عثر على أوان فخارية مكتملة تنتمي للفترة الساسانية المبكرة وقطع فخارية باللون الفيروزي والزيتوني والأخضر الغامق، وفخار مطلي بطينة كريمية وفخار مزجج وعليه زخارف غير بارزة تزينها تشكيلات نباتية.
كما عثر على فخار مزجج بالأزرق الفاتح من الداخل والفيروزي من الخارج وزخرفته بارزة قوامها أشكال نباتية، وعثر على جزء من طين الخزف ذي اليدين المعدني ملون زيتوني من الخارج به خطوط صفراء غامقة وهذه النماذج الفخارية تعود لفترة إسلامية مبكرة أغلبها عباسي.
كما عثر على مجموعة من الفخار السرفين الناعم الملمس ومجموعة فخار بمختلف الألوان وهي أخضر وأزرق بعضها يعود إلى القرن الثالث والرابع الهجريين، وعثر على قطعة حجر عليها خربشات، ودينار سك في عهد الدولة الطولونية، وقد أثبتت هذه المعثورات الحقب التاريخية حسب المباني المكتشفة حيث تعود الفترة الأولى للعصر العباسي المبكر، وتعود الفترة الثانية للقرن العاشر الهجري وهي فترة الصراع التاريخي بين الغزاة البرتغاليين وبين حكام الأحساء من آل جبور عرضت معثورات من مواقع العقير والجرهاء ترجع إلى عصر الجرهاء في الفترة من 500 إلى 400 قبل الميلاد، إضافة إلى عرض خرائط تبيّن الطرق التجارية البرية والبحرية في الجزيرة العربية وما حولها.

## تراجع الأهمية التجارية للعقير وتزايد الأهمية التراثية والسياحية
مع اكتشاف النفط بالسعودية في ثلاثينيات القرن العشرين، حدث تحول كبير في الاقتصاد السعودي. ومع مرور الزمن أصبحت صناعة النفط المحرك الأساسي للاقتصاد، وتطلب ذلك بنية تحتية حديثة وموانئ كبيرة تستطيع التعامل مع صادرات النفط، ومن ثم ظهرت موانئ جديدة وأكثر تطورًا في المنطقة الشرقية مثل: فرضة الخبر التي بنتها أرامكو لتسهيل عملية نقل موظفيها ومعداتها إلي الظهران، وصدرت من خلالها أولي شحنات النفط إلى الخارج، قبل أن تقرر حكومة المملكة بناء ميناء آخر في موقع إستراتيجي يمتاز بالعمق على أطراف ساحل الدمام؛ وهو ميناء الملك عبد العزيز (الذي يعد الميناء الرئيس للمملكة حاليا علي الخليج العربي) لتشهد المنطقة ولادة ميناء الدمام في مطلع الخمسينيات ليواكب عملية التحديث والصناعة النفطية، فضلا عن ميناء رأس تنورة، ورأس مشعاب وغيرها، هذا بالإضافة إلى تطوير شبكة الطرق والسكك الحديدية في المملكة، ومن ثم أصبحت تلك الموانئ أكثر ارتباطًا بالمناطق الصناعية والتجارية الكبرى، مما زاد من تنافسيتها مقارنة بميناء العقير الذي كان يفتقر إلى البنية التحتية المتقدمة اللازمة لدعم عمليات نقل البضائع بكفاءة عالية مقارنة بالموانئ الحديثة. على سبيل المثال، عمق المياه في العقير لم يكن مناسبًا لاستقبال السفن الكبيرة، فضلا مدخله الذي لا يتحمل ذلك أيضًا. وقد أدت كل تلك العوامل إلى تراجع دور ميناء العقير كمنفذ تجاري رئيسي. ولكنه بقي كأثر بعد عين من الناحية التاريخية والتراثية، وكمعلم من المعالم السياحية المميزة في المنطقة، وكرمزا للتجارة في المنطقة، ومثالًا على كيفية تأثير الموقع الجغرافي في تطوير الأنشطة الاقتصادية عبر العصور. ويُنظر إليه الآن كمعلم تاريخي يعكس التراث البحري والتجاري للمملكة، وتسعي المملكة للحفاظ عليه كجزء من التراث الوطني.
وختاما: احتفظ الميناء بالمعالم التاريخية الخاصة به، وظل صامدًا أمام التحولات، كشاهد على تاريخ عصي على النسيان، يجابه رياح المواسم في شموخ كبير، في انتظار دوره الجديد كمعلم سياحي ومتنزهٍ طبيعي بعد أن هبت رياح التغيير والتطوير. واليوم، يقصد الزوار الميناء ليستمتعوا بانعكاسات الشمس على صفحة الماء المزهو بزرقته البهية ورماله الناعمة الذهبية، وليستعيدوا ذكريات المباني الأثرية وخصائصها العمرانية، وليستكشفوا طبيعة الإنسان والعمران في ذاك الزمان، وطبيعة المكان الذي جمع بين البحر والصحراء، في علاقة استثنائية لن تدركها إلا حين توغل أكثر في تفاصيل المنطقة المحيطة بالعقير؛ فثمة بحر من الرمال يستحيل كثبانًا رملية شاهقة، تطوق المكان، وتهبه امتيازاته الطبيعية. لم يعد هناك صوت الباعة في السوق، ولا صدى مأموري الجمارك، ليس سوى موج الخليج الذي يداعب رمال السواحل وأقدام الزوار الذين اعتادوا زيارة العقير للتنزه أو لممارسة هواية الصيد. وقد شهد العقير خلال الفترة القريبة الماضية خطوات تطويرية ملحوظة، تستهدف جعل المنطقة وجهة سياحية واعدة، وما زال أمام العقير، القرية والميناء، الكثير من المشاريع الطموحة، لتصبح علامة فارقة على مستوى المملكة العربية السعودية.

## معرض الصور

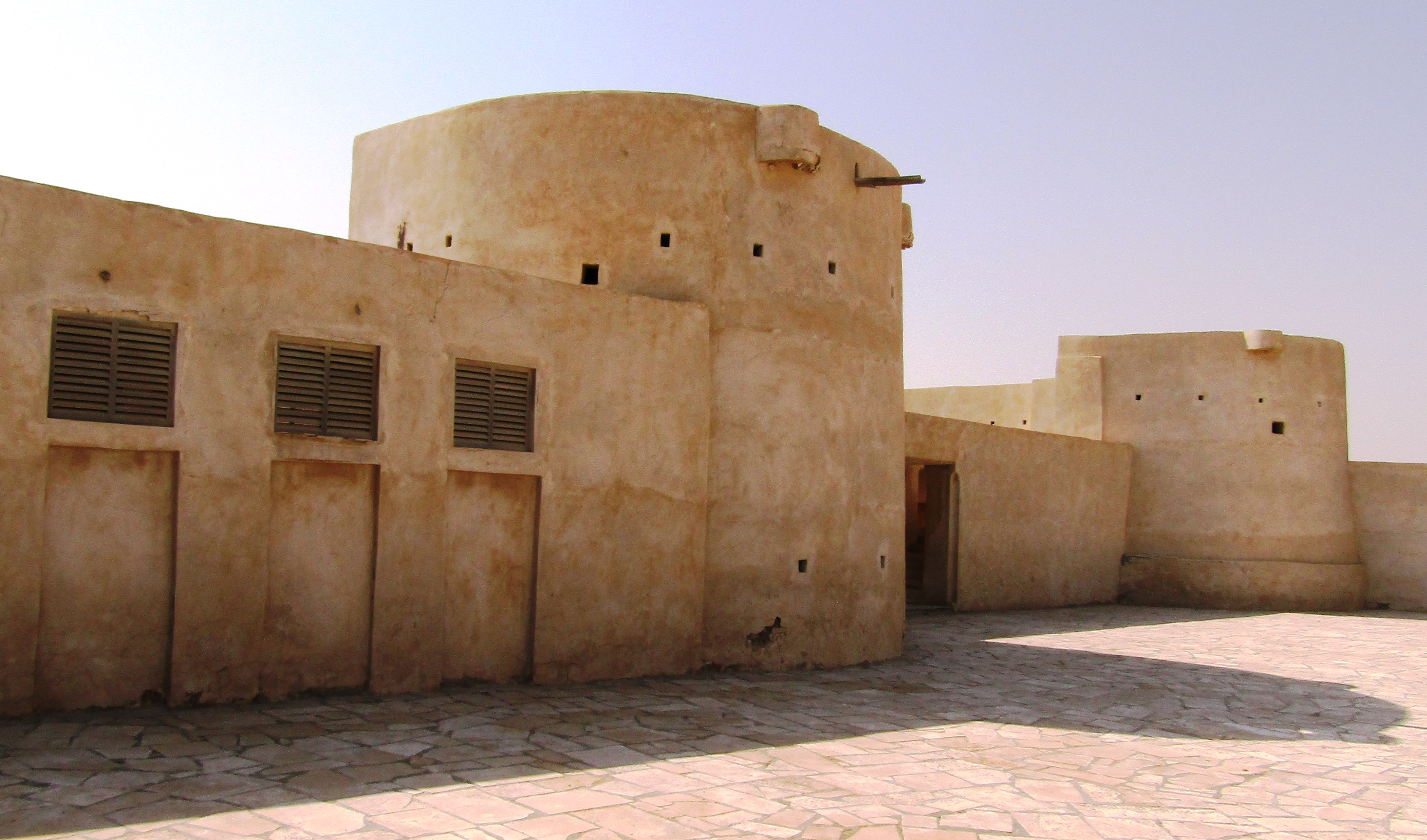
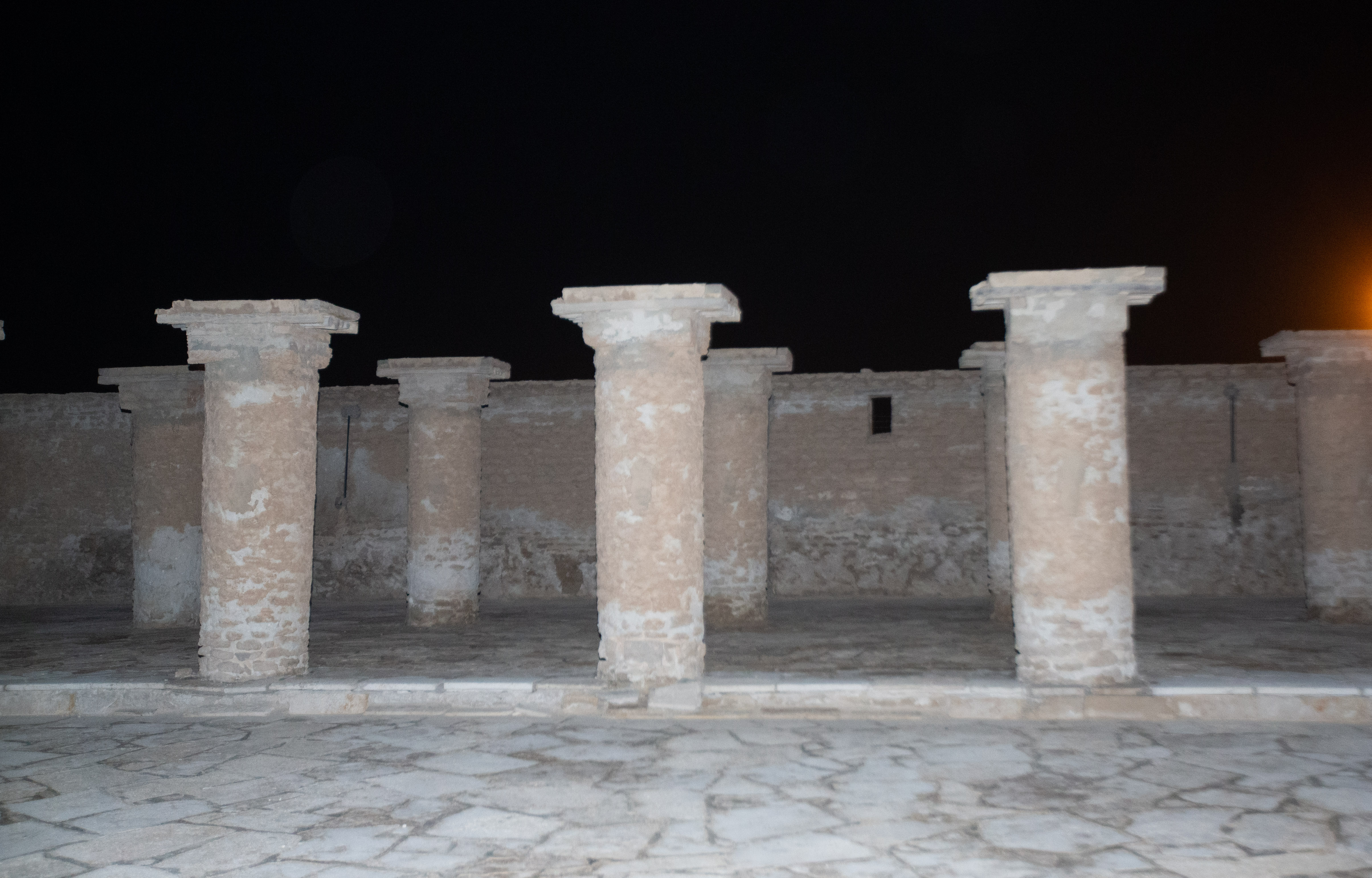
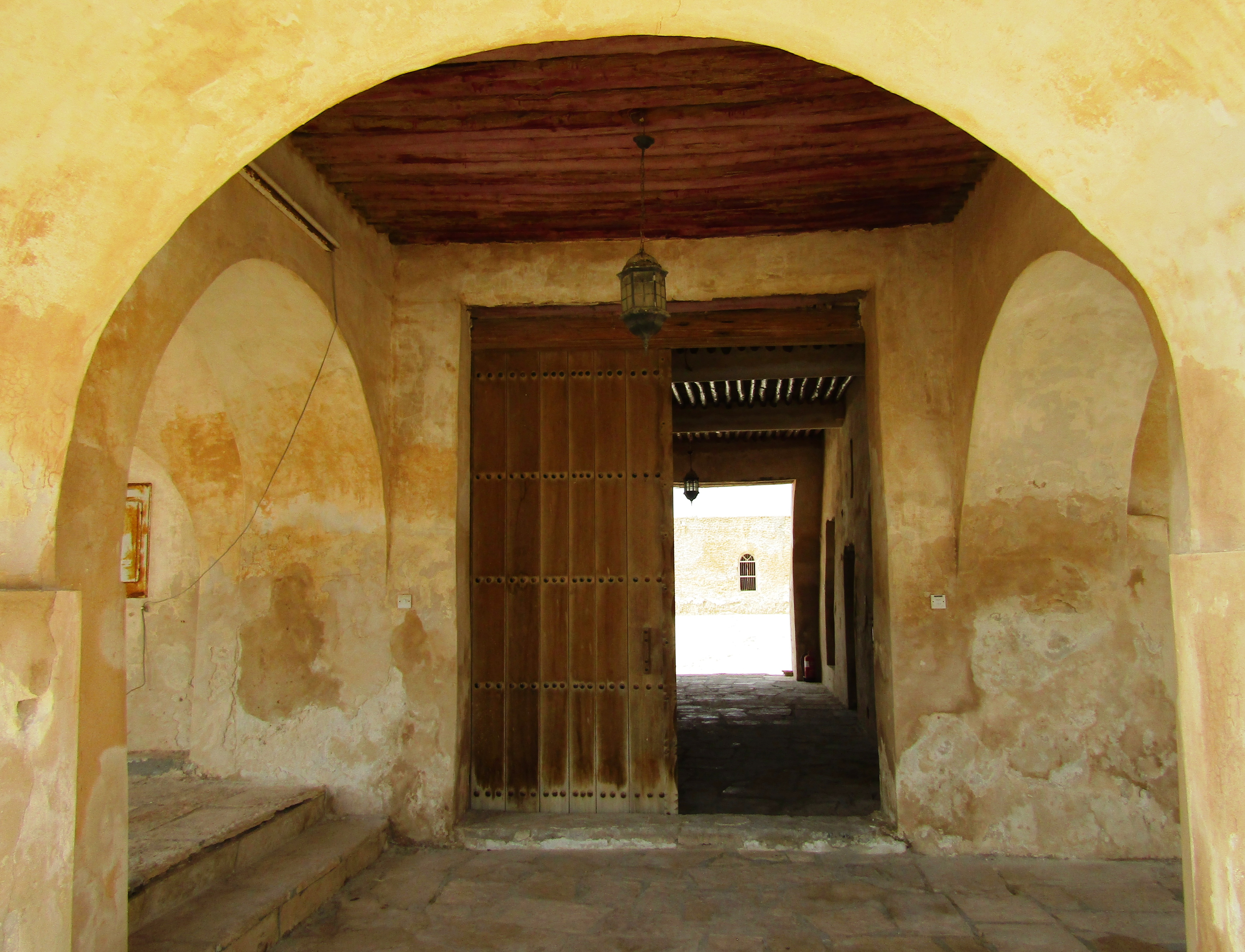
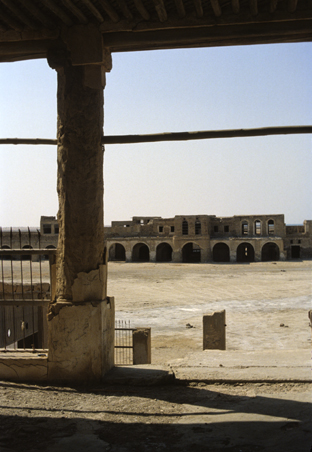
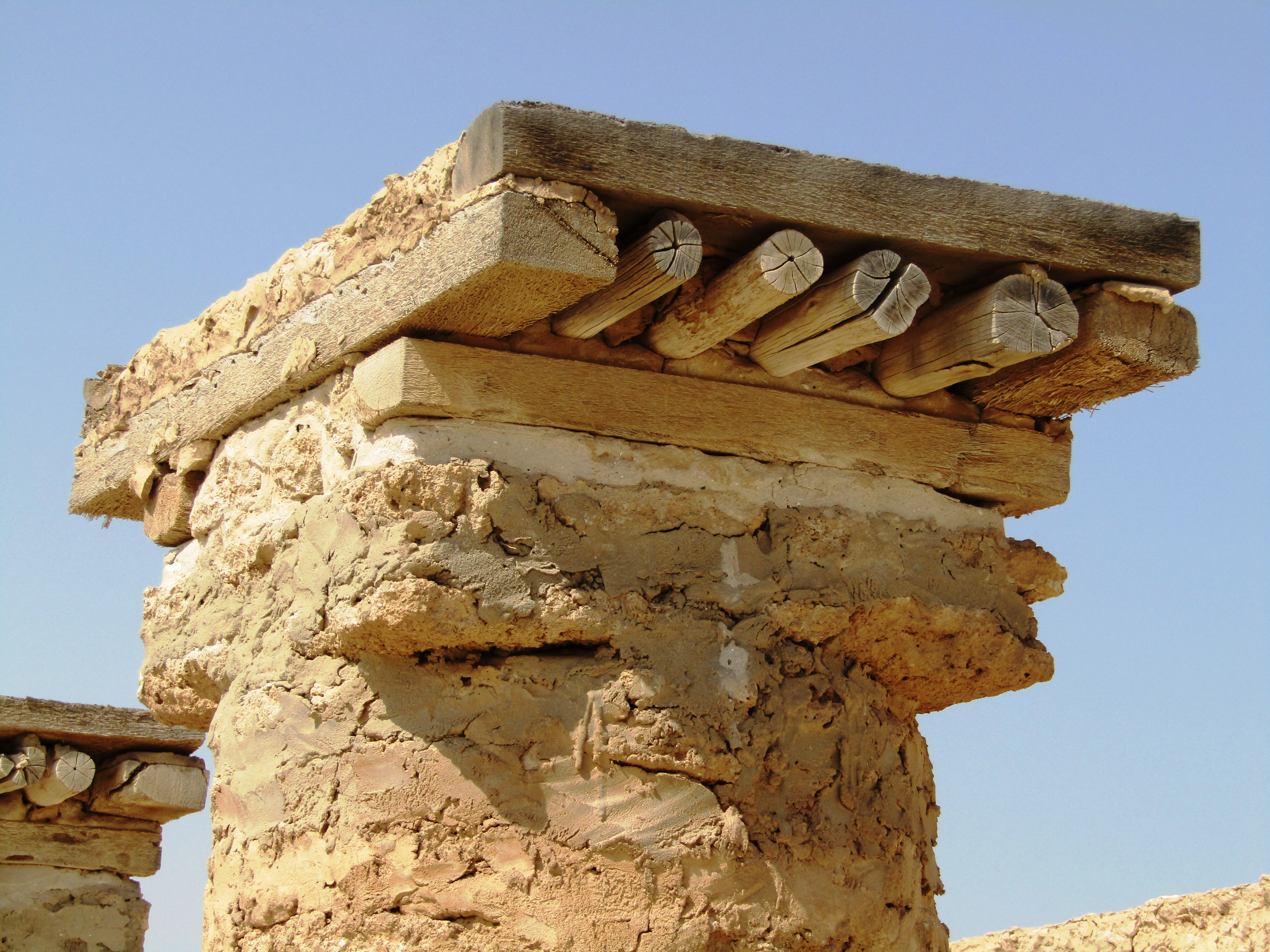
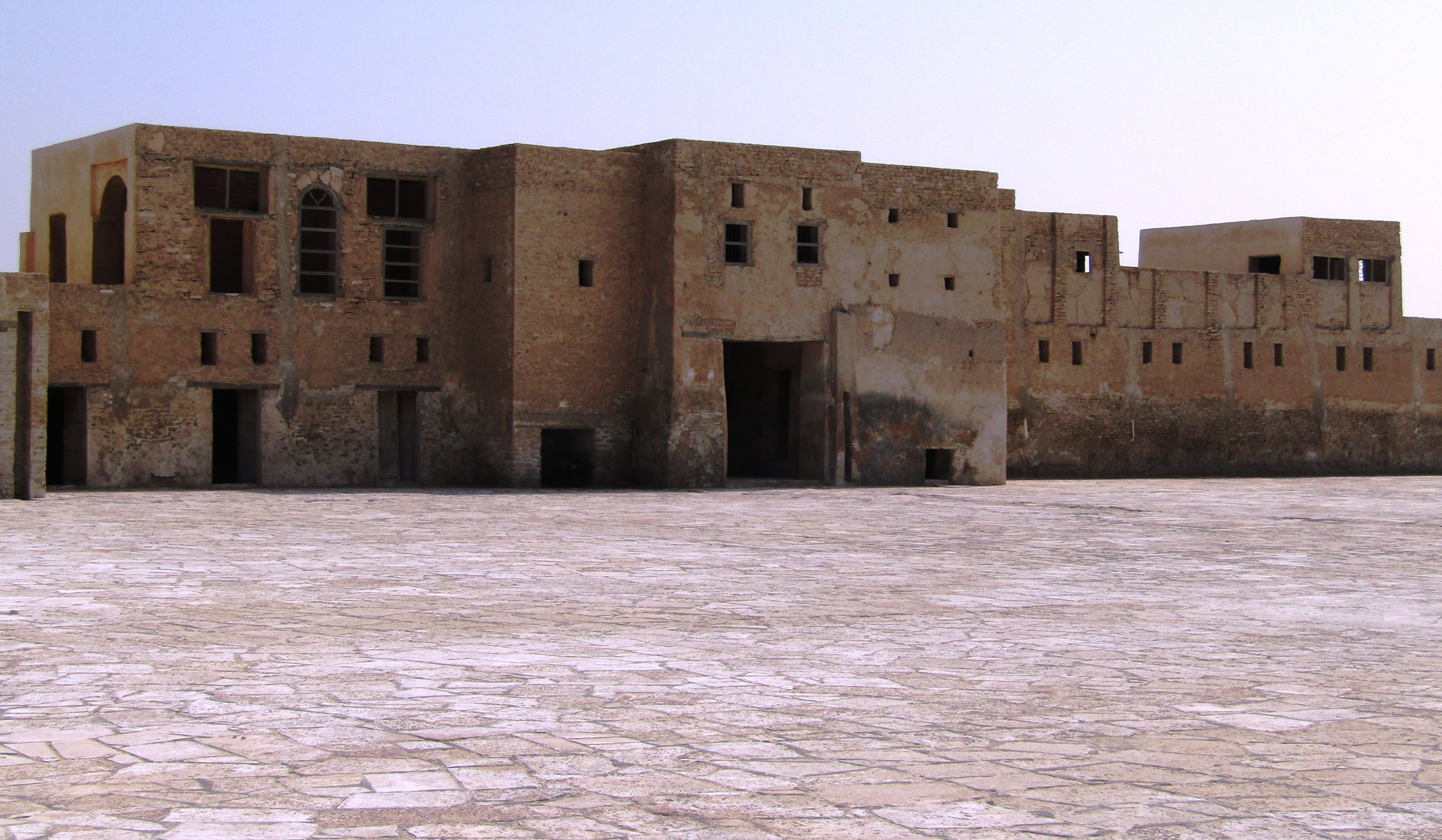
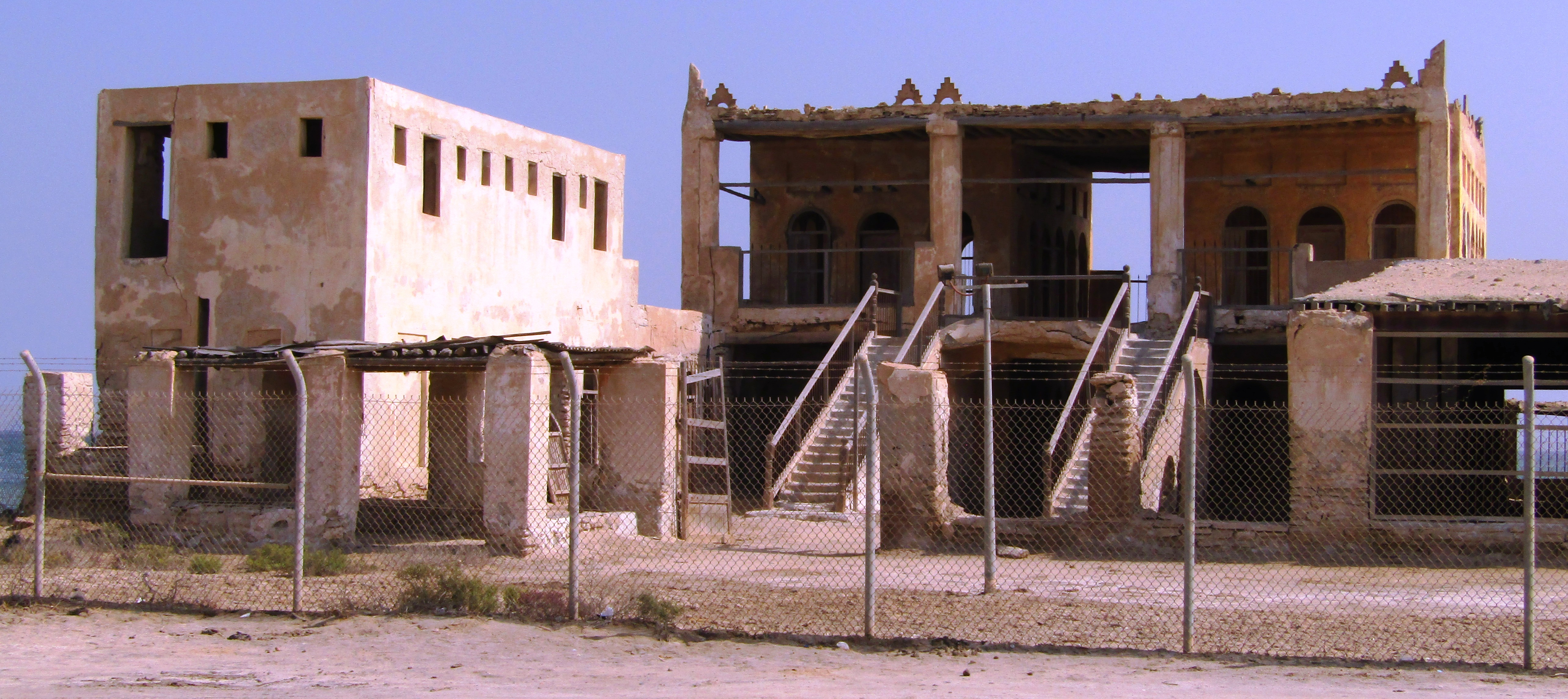
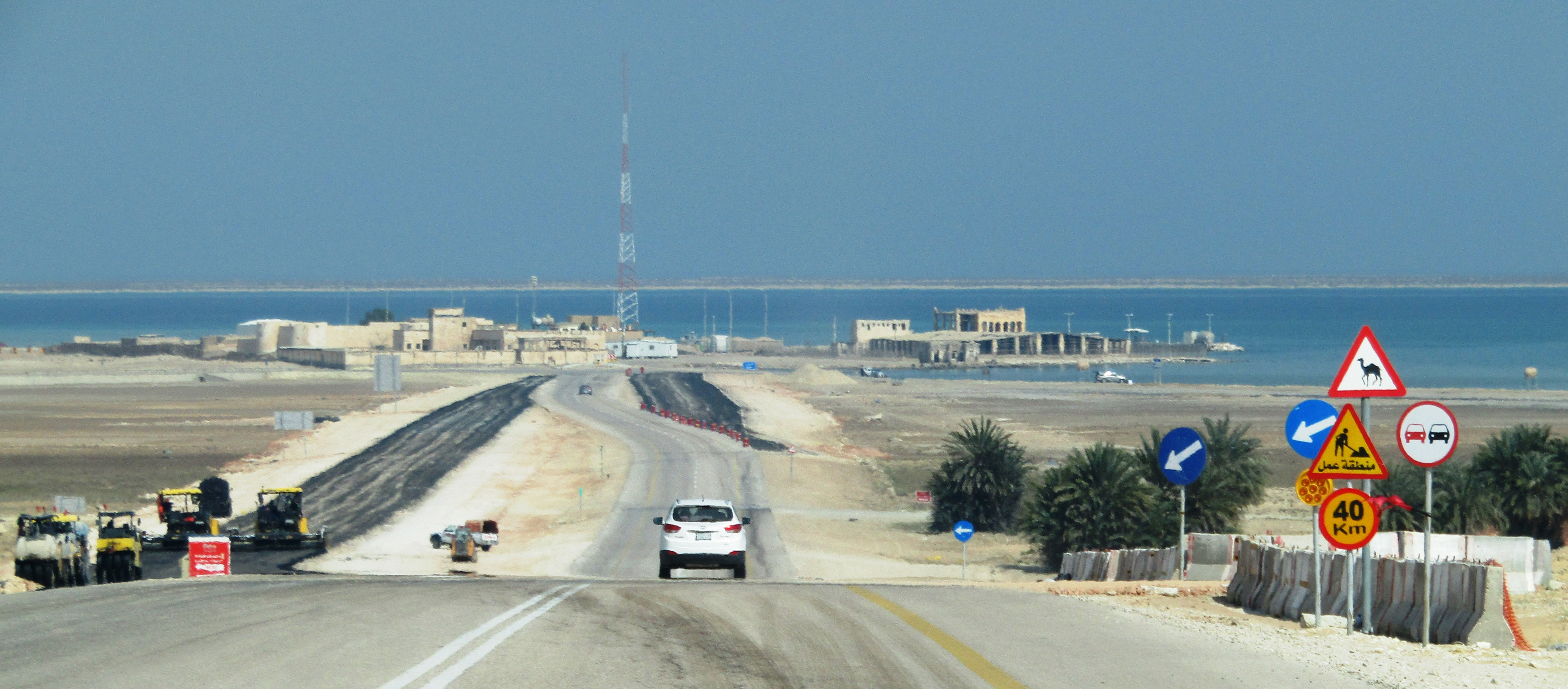

## انظر ايضاً
- الأحساء
- المنطقة الشرقية

## وصلات خارجية
- ميناء العقير أول ميناء بحري بالمملكة.. والميناء الرئيس للحضارات المتعاقبة في الاحساء
- أمانـة الاحساء